# Kryštofovo Údolí
Kryštofovo Údolí, bis 1960 Údol Svatého Kryštofa (deutsch Christofsgrund) ist eine Gemeinde in Tschechien. Sie liegt neun Kilometer westlich des Stadtzentrums von Liberec und gehört zum Okres Liberec.

## Geographie
Kryštofovo Údolí befindet sich ganz im Norden Böhmens westlich von Liberec. Der Ort liegt im Tal der Rokytka (Eckersbach), auch als Údolský potok bezeichnet im Nordwesten des Jeschkengebirges. Nördlich erheben sich die Dlouhá hora (Langer Berg, 748 m) und der Velký Vápenný (Großer Kalkberg, 790 m), im Westen der Kostelní vrch (Kirchberg, 505 m), Zdislavský Špičák (Spitzberg, 683 m) und der Malý Vápenný (Kleiner Kalkberg, 687 m), südlich der Zimův kopec (561 m) und der Spálený vrch (Brandstein, 660 m). Nordöstlich liegt über dem Neißetal die Ruine der Burg Hamrštejn. Östlich des Dorfes führt die Bahnstrecke Liberec – Česká Lípa über mehrere Viadukte und Tunnel durch das Gebirge. Über den Pass Křižanské sedlo (Kriesdorfer Sattel, 576 m NN) erreicht man auch auf einer Straße den gleichnamigen nächsten Ort Křižany im Westen. Ein Panorama  auf der Gemeindewebseite zeigt diese Situation seh deutlich.
Nachbarorte sind Na Rozkoši und Panenská Hůrka im Norden, Andělská Hora, Rokytnice und Machnín im Nordosten, Karlov pod Ještědem und Ostašov im Osten, Horní Suchá im Südosten, Novina im Süden, Křižany im Südwesten, Zdislava im Westen sowie Jítrava im Nordwesten.
Christophsgrund hat ein kontinentales Gebirgsklima. Das Klimadiagramm der Station Jeschken gibt davon einen Eindruck.

## Geschichte
Der Ort entstand in einem linken Seitental der Neiße als Köhlersiedlung. Legenden zufolge wurde die Ansiedlung im 15. Jahrhundert durch einen Köhler namens Christophorus gegründet. Erstmals urkundlich erwähnt wurden die sich entlang des Baches befindlichen Siedlungen Eckersbach und Holundergrund und Neuland 1518 als Besitz des Landvogtes der Oberlausitz Wilhelm von Ilburg und Teil der Herrschaft Lämberg. Zu dieser Zeit erfolgte in den Wäldern zwischen Eckersbach, Christofsgrund und Neuland Bergbau auf Silber und Blei, der aber noch vor 1750 eingestellt wurde. 1528 erteilte Wilhelm von Ilburg eine Bergfreiheit für Holundergrund und Eckersbach. 1581 kaufte Heinrich von der Berka und Duba die Herrschaft Lämberg – in diesem Kaufvertrag wird erstmals auch die höher gelegene Gemeinde Neuland genannt. Dabei wurde auch das Hammerwerk in Eckersbach erwähnt. Zusammen mit Kriesdorf wurde Eckersbach unter Nikolaus II. von Dohna von Lämberg abgetrennt und an die Herrschaft Grafenstein angeschlossen. Nach dessen Sohn Christoph von Dohna erhielt das Tal den Namen Christophsgrund.
An den Bergbau erinnern noch Flurnamen, wie Zeche, Kuks, Schachtberg in Kryštofovo Údolí sowie Wolmschacht und Simmschacht in Novina. 1632 bestand der Ort aus 46 Bauernwirtschaften mit ca. 106 ha in Christofsgrund und 116 ha Ackerland in Neuland. Im Zuge der Gegenreformation verließ nach dem Dreißigjährigen Krieg ein Großteil der protestantischen Einwohnerschaft den Ort und es wurden Katholiken angesiedelt. 1654 wurde das erste Schulhaus errichtet; 1683–86 Bau einer großen neuen Kirche in Blockbauweise – sie ist eine der wenigen Holzkirchen die in Böhmen noch bestehen. Bis etwa 1750 wurde noch Bergbau betrieben. Eine weitere Erwerbsquelle der Einwohner war die Kalkbrennerei und sehr kleine Landwirtschaften.
Im 16. Jahrhundert waren die Einheimischen, wie in vielen Bergbaugebieten, Protestanten. Nach dem Dreißigjährigen Krieg erzwang die Rekatholisierung eine Auswanderungswelle. Leerstehende Häuser und Grundstücke wurden von der Behörde an katholische Neusiedler verkauft, die aber Leibeigene blieben. Über diese Leibeigenschaftsverhältnisse erfährt man aus einer Übersicht über die Steuereinhebung auf dem Gut Lämberg aus 1632: Der Ort hatte damals 46 Gehöfte, wobei die Fläche aller Parzellen zusammen ca. 106 Hektar betrung. Die Bewohner St. Georg und St. Havel etwa, zahlten an Steuer 5 Kopeken, 43 Groschen, 4 Denare und hatten dazu als Robot 110 bzw. 122 Tage Grasmähen plus 88 Garnspindeln zu leisten. In einer zeitgenössischen Beschreibung des Guts Lämberg vom 16. August 1678 heißt es über Kryštofova Údolí:  „Dieses Dorf liegt unterhalb eines großen Berges namens Ještěd. Es ist an sich ein gebirgiger, kalter und rauer Ort, und der größte Teil des Jahres ist voller Schnee, mit strengen Wintern und häufigem Wetter. Viele, die ein paar Stück Vieh haben, leben vom Getreidetransport auf den Straßen, wofür ihnen Geld geliehen wird, und sie zahlen ihren Gläubigern erst nach dem Verkauf eine Gebühr (Zinspfennig). Andere leben von mühsamer Spinnerei. Schließlich ist es ein unangenehmer und wilder Ort und eher hässlich, als dass er zum Wohnen einladen würde.“ Im 18. und 19. Jahrhundert war die Region häufig von Kriegsunruhen, Missernten, Hungerjahren, Überschwemmungen und Bränden betroffen. In Kriegszeiten suchten die Bewohner der umliegenden Dörfer oft Kryštofova Údolí auf, um in den dichten Wäldern Schutz vor dem Feind zu finden. Die Namen einiger Orte, z. B. Pferdestall, Jalovicový most usw., wo Flüchtlinge ihr Vieh versteckten, sind bis heute erhalten geblieben.
1826 errichteten die Reichenberger Unternehmer Siegmund und Neuhäuser unterhalb von Christophsgrund an der Neiße bei Hammerstein eine Textilfabrik. Nach der Aufhebung der Patrimonialherrschaft 1848 bildete Christophsgrund / Grunt eine Gemeinde im Gerichtsbezirk Kratzau bzw. im Bezirk Reichenberg.
Zwischen 1852 und 1858 entstand die Kaiserstraße von Kratzau/Chrastava nach Oschitz/Osečná. In den Jahren von 1856 bis 1859 wurde die Eisenbahn von Reichenberg nach Zittau gebaut und bei der Ruine Hammerstein ein Viadukt errichtet. Im Jahre 1900 wurde die Strecke der Nordböhmischen Transversalbahn vollendet, mit der Christofsgrund an das Eisenbahnnetz angeschlossen wurde. Dabei wurde ein 194 m langer Viadukt mit 14 Bögen errichtet und auch der 818 m lange Jeschkentunnel vorgetrieben. 1869 gab es in Christofsgrund 161 Häuser mit 1.038 deutschsprachigen Bewohnern, in Neuland waren es 722 Einwohner (aus ebenda K. Hoffmann – s. o.)
In der Beschreibung des regionalen Chronisten Ressel von 1903–1905 steht folgende Schilderung der Lebensverhältnisse: "Das Dorf Kryštofovo Údolí hat 169 Häuser, meistens aus Holz und überwiegend mit Schiefer bedeckt, mit 883 meist deutschen Einwohnern. Die Leute sind sehr fleißig, aber aufgrund der geringen Einkommensmöglichkeiten (die sich aus der abgelegenen Lage des Dorfes ergeben) und aufgrund der hohen Gebirgslage (339 m) sind sie sehr sparsam und teilweise im Ackerbau und in der Viehzucht beschäftigt. Die Erträge des Ackerbaus sind weniger rentabel und aufgrund steiler Hänge sehr anstrengend zu bewirtschaften. Viele Felder können nur mit Spaten bearbeitet werden. Dünger und Saatgut müssen auf dem Rücken die Berghänge hinauf getragen werden. Die Hauptprodukte der Landwirtschaft sind Roggen, Hafer und Kartoffeln, ein wenige werden auch Rüben angebaut. Die Anzahl der Tiere im Ort beträgt 14 Pferde, 150 Rinder, 30 Ziegen, 20 Schweine, über 100 Hühner und 10 Bienenhäuser.
Viele Einwohner finden Einkommen in der großflächigen Forstwirtschaft, in nahe gelegenen Fabriken die in der Umgebung von Liberec / Reichenberg entstanden, andere sind in nahe gelegenen Städten und Dörfern als Dachdecker, Maurer und Tischler beschäftigt. Die Schwierigkeiten sind möglicherweise auch darauf zurückzuführen, dass der Lebensstandard in den letzten zehn Jahren gesunken ist. Die letzte Statistik der Handwerksberufe im Jahr 1903 zeigt 119 landwirtschaftliche und 63 Handwerksbetriebe. Es gibt 2 Holzhändler, 4 Kolonialhändler, 2 Zeitungshändler. Darüber hinaus kümmern sich 3 Bäcker, 2 Fleischhauer, 4 Schuster, 1 Schneider, 2 Schmiede, 6 Holzfäller und 1 Uhrmacher um die Bedürfnisse der Bewohner. Es gibt auch 7 Gasthäuser. 3 Ölmaler leben von künstlerischer Tätigkeit. Zuvor war das Dorf mit der Herstellung von Holzwaren (Karren, Schlitten, Rechen usw.) beschäftigt". Dass aber schon vorher immer wieder Söhne des Dorfes auswandern mussten, zeigt dieses Wanderbuch aus 1829  1903 erhielt der Ort ein Postamt das zugleich auch Sammelstelle der staatlichen Postsparkasse war.
Ab 1920 wurde der tschechische Name des Dorfes in Údol Svatého Kryštofa geändert. Im Jahre 1930 lebten in der Gemeinde 844 Menschen, davon waren 96 % Deutsche. Infolge des Münchner Abkommens wurde Christofsgrund 1938 dem Deutschen Reich zugeschlagen und gehörte bis 1945 zum Landkreis Reichenberg. 1939 lebten in dem Dorf 750 Menschen. Nach Kriegsende erfolgte die Vertreibung der Deutschen. Bis 1960 gehörte Údol Svatého Kryštofa zum Okres Liberec-okolí. 1960 erhielt die Gemeinde den Namen Kryštofovo Údolí und kam mit Beginn des Jahres 1961 zum Okres Liberec. Von 1980 bis 1990 war Kryštofovo Údolí nach Chrastava eingemeindet. Die Gemeinde bietet heute Besuchern ein reiches touristisches Angebot.

## Gemeindegliederung
Die Gemeinde Kryštofovo Údolí besteht aus den Ortsteilen Kryštofovo Údolí (Christofsgrund) und Novina (Neuland), die zugleich auch Katastralbezirke bilden. Zu Kryštofovo Údolí gehört außerdem die Ortslage Rokytnice (Eckersbach).

## Sehenswürdigkeiten

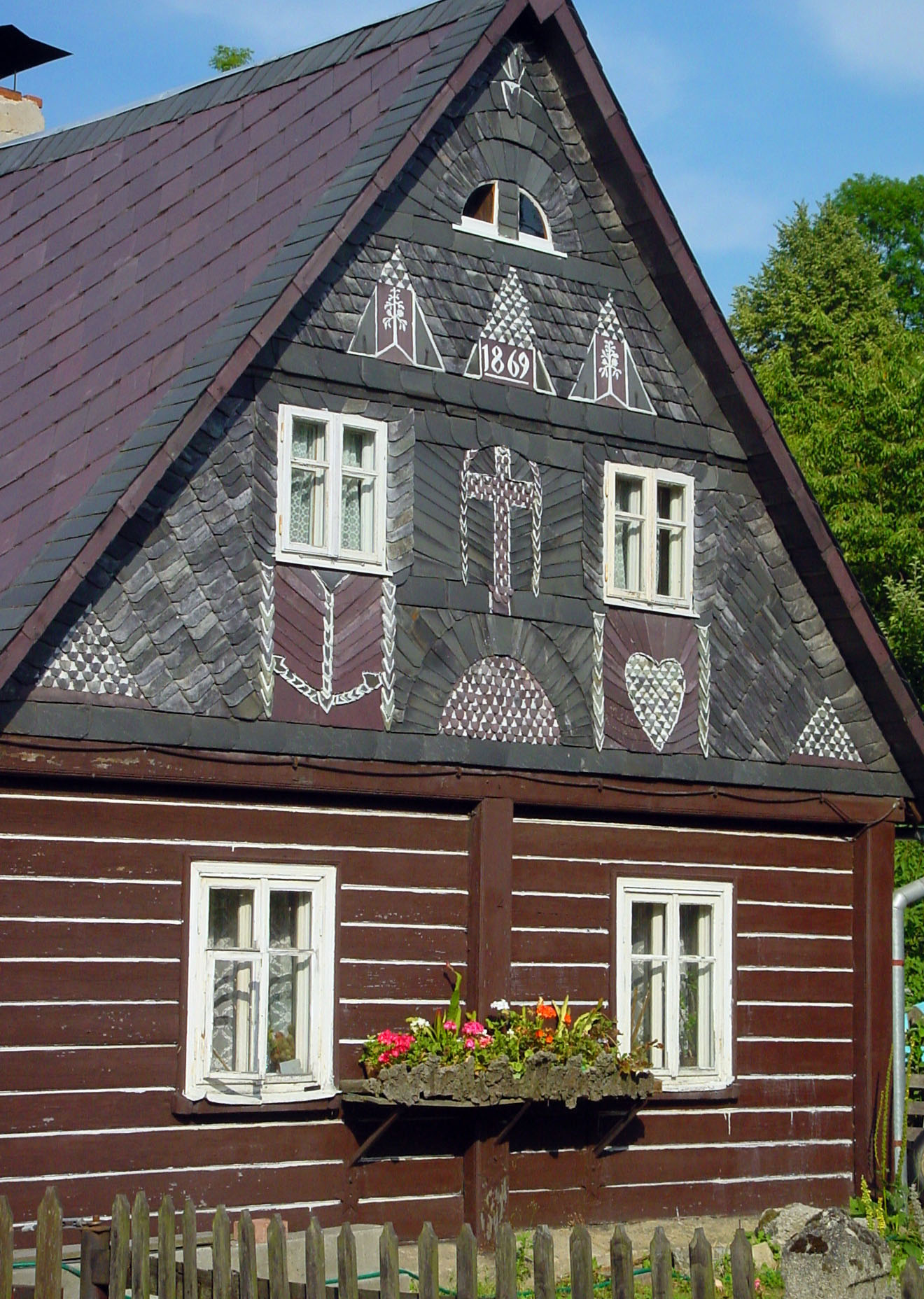
Chaluppe mit schieferverkleidetem Giebel

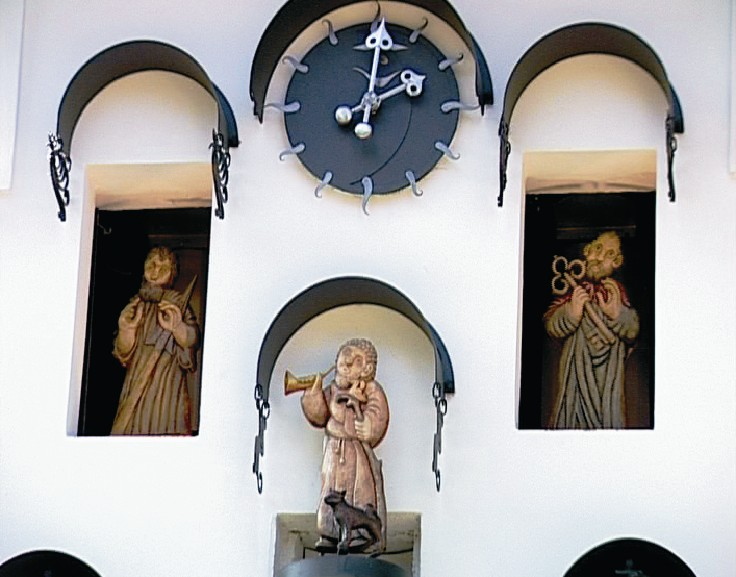
Turmuhr im ehemaligen Transformatorhaus

- [12] Holzkirche St. Christophorus mit Glockenturm, gezimmerter Bau mit Schieferverkleidung, erbaut 1683–1684
- Statue des hl. Johannes von Nepomuk auf der Kirchbrücke
- [13] Weihnachtskrippenmuseum in der alten Schule, heute Gasthaus U Kryštofa; das älteste Exponat der Tiroler Krippen stammt von 1846
- Spieluhr von Kryštofovo Údolí, errichtet zwischen 2006 und 2008 im früheren Trafoturm
- Kapelle des heiligen Christophorus aus dem Jahre 1763 mit einem Bildnis des Malers Josef von Führich, am Sattel zwischen Malý Vápenný (Kleiner Kalkberg) und Lom (Scheuflerkoppe).
- Kapelle der schmerzreichen Jungfrau Maria
- [14] Eisenbahnviadukte und Tunnel bei Novina, erbaut 1898–1900
- zahlreiche mit Schiefer verkleidete Umgebinde- und Fachwerkhäuser